# جوي (الرياض)
جوي قرية صغيرة تقع في الجزء الشمالي الشرقي من مدينة المجمعة